# Ostoja (kolejnictwo)

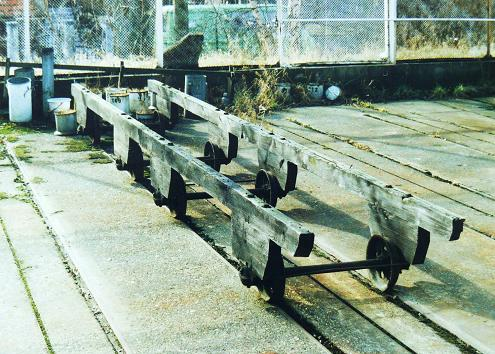
Kolej szklarniowa Akademii Rolniczej w Poznaniu – ostoje wózków (drewniane, zewnętrzne)

Ostoja – rama pojazdu szynowego (np. lokomotywy, wagonu lub wózka). Zależnie od budowy i zastosowania taboru ostoja może być metalowa lub drewniana, a pod względem zawieszenia na osi, zewnętrzna lub wewnętrzna (umocowana po zewnętrznej lub wewnętrznej stronie koła).

## Ostoja parowozu
W wykształconej typowej postaci, ostoja parowozu to stalowa rama nośna, złożona z dwóch wzdłużnych belek (ostojnic), połączonych poprzecznicami. W zależności od technologii wykonania wyróżnia się ostoje blachowe (profile tłoczone z płyty grubości ok. 30 mm), belkowe (z walcowanych płyt stalowych grubości 70-125 mm) i kombinowane. Poprzecznice mogą być blachowe lub kątownikowe, a także w formie ażurowych skrzyń. Z przodu i tyłu ostoi ostojnice są połączone belkami zderzakowymi – czołownicą i tylnicą lub skrzynią sprzegową w przypadku parowozów z tendrem.
Ostojnice mają wycięcia i wykroje, w których mogą poruszać się w pionie łożyska osi (najczęściej maźnice, w nowszych konstrukcjach łożyska toczne), zawieszone na resorach. Niektóre konstrukcje miały ostoje zewnętrzne, z ostojnicami z zewnętrznej strony kół, napędzanych wówczas za pomocą korb Halla lub wykorbionych osi.